# Kévin Mayi
Ulrich Kévin Mayi, né le 14 janvier 1993 à Lyon, est un footballeur franco-gabonais, international gabonais. Il joue actuellement au poste d'avant-centre.

## Biographie
Né à Lyon en 1993, Kévin Mayi intègre le centre de formation de l'AS Saint-Étienne à l'âge de 14 ans. En 2011 et 2012 avec l'ASSE, il atteint à deux reprises la finale de la Coupe Gambardella.
À partir de février 2012, il est retenu en équipe de France des moins de 19 ans puis sélectionné pour disputer le Championnat d'Europe des moins de 19 ans 2012 en Estonie où il dispute deux matchs. Il intègre ensuite l'équipe de France des moins de 20 ans. 
Le 7 mai 2012, il fait ses débuts en Ligue 1 face à l'Olympique de Marseille où il remplace Alejandro Alonso à la 75e minute de jeu (match nul 0-0). En juillet 2012, il passe professionnel en signant un contrat de trois ans avec son club formateur, l'AS Saint-Étienne. 
Il inscrit son premier but en professionnel le 6 janvier 2013 à l'occasion d'une rencontre de Coupe de France entre Caen et Saint-Etienne (2-3).
Il est prêté pour la saison 2013-2014 aux Chamois Niortais FC évoluant en Ligue 2.
Le 7 août 2014, libéré de son contrat par l'AS Saint-Étienne, Kévin Mayi rejoint le GFC Ajaccio, alors promu en Ligue 2. Apparu à 28 reprises sous le maillot corse en championnat (16 titularisations, 6 buts, 1 passe décisive), il contribue à la montée du Gazélec en Ligue 1.
Le 28 juillet 2016, il signe un contrat pour deux saisons avec le NEC Nimègue.
En fin de contrat à l'issue de la saison 2019-2020, le Stade brestois ne lui propose pas de prolongation. Libre, il s'engage le 29 août 2020 en faveur d'Ümraniyespor, club de deuxième division turque, pour une saison plus une année en option. Il évolue lors de la saison 2021-2022 à Denizlispor, également en seconde division turque.

## Statistiques
| Saison                | Club                    | Championnat           | Championnat | Championnat | Coupe nationale | Coupe nationale | Coupe de la Ligue | Coupe de la Ligue | Gabon | Gabon | Total | Total |
| Saison                | Club                    | Division              | M.          | B.          | M.              | B.              | M.                | B.                | M.    | B.    | M.    | B.    |
| 2011-2012             | AS Saint-Étienne        | Ligue 1               | 1           | 0           | -               | -               | -                 | -                 | -     | -     | 1     | 0     |
| 2012-2013             | AS Saint-Étienne        | Ligue 1               | 7           | 0           | 3               | 1               | 2                 | 0                 | -     | -     | 12    | 1     |
| Sous-total            | Sous-total              | Sous-total            | 8           | 0           | 3               | 1               | 2                 | 0                 | -     | -     | 13    | 1     |
| 2013-2014             | Chamois niortais (prêt) | Ligue 2               | 23          | 3           | 4               | 1               | -                 | -                 | -     | -     | 27    | 4     |
| Sous-total            | Sous-total              | Sous-total            | 23          | 3           | 4               | 1               | -                 | -                 | -     | -     | 27    | 4     |
| 2014-2015             | GFC Ajaccio             | Ligue 2               | 28          | 6           | 1               | 0               | 2                 | 0                 | -     | -     | 31    | 6     |
| 2015-2016             | GFC Ajaccio             | Ligue 1               | 23          | 3           | 4               | 2               | 1                 | 0                 | -     | -     | 28    | 5     |
| Sous-total            | Sous-total              | Sous-total            | 51          | 9           | 5               | 2               | 3                 | 0                 | -     | -     | 59    | 11    |
| 2016-2017             | NEC Nimègue             | Eredivisie            | 26+4        | 4+1         | 1               | 0               | -                 | -                 | -     | -     | 31    | 5     |
| Sous-total            | Sous-total              | Sous-total            | 30          | 5           | 1               | 0               | -                 | -                 | -     | -     | 31    | 5     |
| 2017-2018             | Stade brestois 29       | Ligue 2               | 14          | 0           | 1               | 0               | -                 | -                 | -     | -     | 15    | 0     |
| 2018-2019             | Stade brestois 29       | Ligue 2               | 25          | 2           | 3               | 3               | 2                 | 0                 | -     | -     | 30    | 5     |
| 2019-2020             | Stade brestois 29       | Ligue 1               | 2           | 0           | -               | -               | 1                 | 0                 | -     | -     | 3     | 0     |
| Sous-total            | Sous-total              | Sous-total            | 41          | 2           | 4               | 3               | 3                 | 0                 | -     | -     | 48    | 5     |
| 2020-2021             | Ümraniyespor            | 1. Lig                | 25          | 4           | -               | -               | -                 | -                 | -     | -     | 25    | 4     |
| Sous-total            | Sous-total              | Sous-total            | 25          | 4           | -               | -               | -                 | -                 | 2     | 0     | 27    | 4     |
| 2021-2022             | Denizlispor             | 1. Lig                | 15          | 3           | 1               | 0               | -                 | -                 | -     | -     | 16    | 3     |
| Sous-total            | Sous-total              | Sous-total            | 15          | 3           | 1               | 0               | -                 | -                 | 2     | 0     | 18    | 3     |
| Total sur la carrière | Total sur la carrière   | Total sur la carrière | 193         | 26          | 18              | 7               | 8                 | 0                 | 4     | 0     | 223   | 33    |